# 帕里克拉-阿苏
帕里克拉-阿苏是巴西圣保罗州的一个市镇。总面积359.691平方公里，总人口18918人，人口密度52.6人/平方公里。